# Habibullah Kalakani
Amir Habibullah Ghazi (urodzony jako Habibullah Kalakani) (ur. 19 stycznia 1891, zm. 13 października 1929) był królem Afganistanu w roku 1929. Habibullah nastąpił po Inajatullahu Chanie, który abdykował 17 stycznia 1929. Wśród Pasztunów nazywany jest Bacza-je Saghao, co w perskim znaczy syn osoby niosącej wodę, ponieważ jego ojciec był znany jako przewoźnik wody dla rannych w bitwach. Etniczny Tadżyk, pośród Tadżyków jest zapamiętany i uważany za prawnego króla Afganistanu, przez Pasztunów z Afganistanu jest uważany za uzurpatora, odkąd przerwał panowanie dynastii Barakzai (która odnowiła się po jego śmierci).